# Metoda punktu piaskowego
Zasugerowano, aby zintegrować ten artykuł z artykułem Punkt piaskowy. Nie opisano powodu propozycji integracji.
Jeżeli edytujesz kod źródłowy, to aby uzyskać taki efekt: teoria, elektronem, Witolda Gombrowicza – twórz linki według składni: [[teoria]], [[elektron]]em, [[Witold Gombrowicz|Witolda Gombrowicza]].

Metoda punktu piaskowego – Punktem piaskowym kruszywa nazywamy procentową zawartość w nim frakcji piaskowych kruszywa drobnego (od 0 do 2 mm).
Wartość punktu piaskowego mieszanki kruszyw użytych do wykonania mieszanki betonowej zależy od planowanej konsystencji, klasy użytego cementu, ilości zaprawy w jednostce objętości mieszanki oraz stosunku wody do cementu (W/C). Niezależnie od wcześniej wymienionych warunków, wartość punktu piaskowego, zasadniczo powinna się zawierać w przedziale 30–50% (w praktyce 35–45%).
Występują 4 niewiadome: cement (C), kruszywo grube (Z), drobne (P), woda (W)
{\displaystyle f_{cm}=A_{1}({\frac {C}{W}}-0,5)} (równanie wytrzymałości)
{\displaystyle W=Cxw_{c}+Pxw_{p}+Zxwz} (równanie ciekłości)
{\displaystyle {\frac {C}{\gamma _{C}}}+{\frac {P}{\gamma _{P}}}+{\frac {Z}{\gamma _{Z}}}+W=1000} (równanie objętości)
{\displaystyle {\frac {Z}{P}}={\frac {P_{p}-P_{i}}{P_{i}-P_{z}}}} (równanie charakterystyczne metody)
Należy przyjmować minimum trzy wartości wypadkowego punktu piaskowego dla mieszanki piasku i żwiru.
Na pierwszym etapie projektowania należy określić doświadczalnie optymalną wartość stosunku wagowego kruszywa grubego (Ż) do drobnego (P). Później należy wykonać badania gęstości nasypowej w stanie zagęszczonym dla obliczonych proporcji żwiru do piasku.